# Поволяев, Валерий Дмитриевич
Вале́рий Дми́триевич Поволя́ев (род. 13 сентября 1940, Свободный) — советский и российский прозаик, художник, корреспондент. Заслуженный деятель искусств Российской Федерации (2001), Заслуженный работник культуры РСФСР (1980). Лауреат Государственной премии Российской Федерации имени Маршала Советского Союза Г. К. Жукова в области литературы и искусства (2018).

## Биография
Родился 13 сентября 1940 года в городе Свободный (Хабаровский край) в семье командира РККА, погибшего в первые годы Великой Отечественной войны.
Учился в 6-й Воронежской спецшколе ВВС, работал на заводе в Тульской области. Окончил художественный факультет Московского текстильного института и сценарный факультет ВГИКа. Работал художником на обувном объединении, корреспондентом и завотделом «Литературной газеты», заместителем главного редактора журнала «Октябрь», секретарём правления Союза писателей России, председателем Литфонда России, главным редактором журналов «Земля и небо» и «Русский путешественник».
Ныне — председатель Московского пресс-клуба (ЦДРИ), председатель Федерации спортивной литературы России.

## Произведения
Поволяев стремится в своих произведениях примирить в нашей истории белых и красных, ибо и тем, и другим была дорога Россия.
Это отражено в его романах: «Всему своё время», «Первый в списке на похищение», «Царский угодник», «Верховный правитель» (об адмирале А. В. Колчаке), «Атаман Семёнов», «Охота на охотников», «Если суждено погибнуть» (2004, о генерале В. О. Каппеле), «Браслеты для крокодила» (2006, о Н. С. Гумилёве), «Жизнь и смерть генерала Л. Г. Корнилова» (2007), «Чрезвычайные обстоятельства» (2007), «Тихая застава» (2008); «Северный крест» (2009, о генерале Миллере), «Бурсак в седле» (2010, об атамане И. П. Калмыкове), «Русская рулетка» (2010), «Оренбургский владыка» (2011, об атамане А. И. Дутове), романа в 3 книгах о Рихарде Зорге; многих повестей и рассказов. Автор литературного сценария фильма «Тихая застава» (более 30 наград). Ряд книг переведен на английский, немецкий, французский, арабский, датский, казахский, украинский, азербайджанский и др. языки.
Член СП СССР (1974). Действительный член РГО, Международной академии информатизации, Академии российской словесности.

## Награды и звания
- Заслуженный работник культуры РСФСР (27 августа 1980 года)
- Заслуженный деятель искусств Российской Федерации (15 января 2001 года) — за заслуги в области искусства[1].
- Орден Трудового Красного Знамени (16 ноября 1984 года)
- Орден Дружбы народов (7 августа 1981 года)
- Орден Почёта (7 марта 1990 года)
- Орден «За заслуги в культуре и искусстве» (12 октября 2022 года) — за большой вклад в развитие отечественной культуры и искусства, многолетнюю плодотворную деятельность[2]
- Орден Дружбы (26 декабря 2016 года) — за заслуги в развитии отечественной культуры и искусства, многолетнюю плодотворную деятельность[3]
- Медаль «В память 850-летия Москвы»
- Почётная грамота Президента Российской Федерации (2 февраля 2011 года) — за большие заслуги в области культуры, многолетнюю добросовестную работу, активную общественную деятельность[4]
- 3 афганские награды.
- Государственная премия Российской Федерации имени Маршала Советского Союза Г. К. Жукова в области литературы и искусства (8 мая 2018 года) — за создание серии художественных произведений, посвящённых народному подвигу в Великой Отечественной войне 1941-1945 годов, героизму и мужеству защитников Отечества[5]
- Премия Ленинского комсомола (1979) — за книгу «Быть самим собой»
- Благодарность Министра культуры и массовых коммуникаций Российской Федерации (21 декабря 2004 года) — за сохранение и приумножение лучших традиций отечественной культуры и в связи с 75-летием Центрального Дома работников искусств[6]